# هولورام

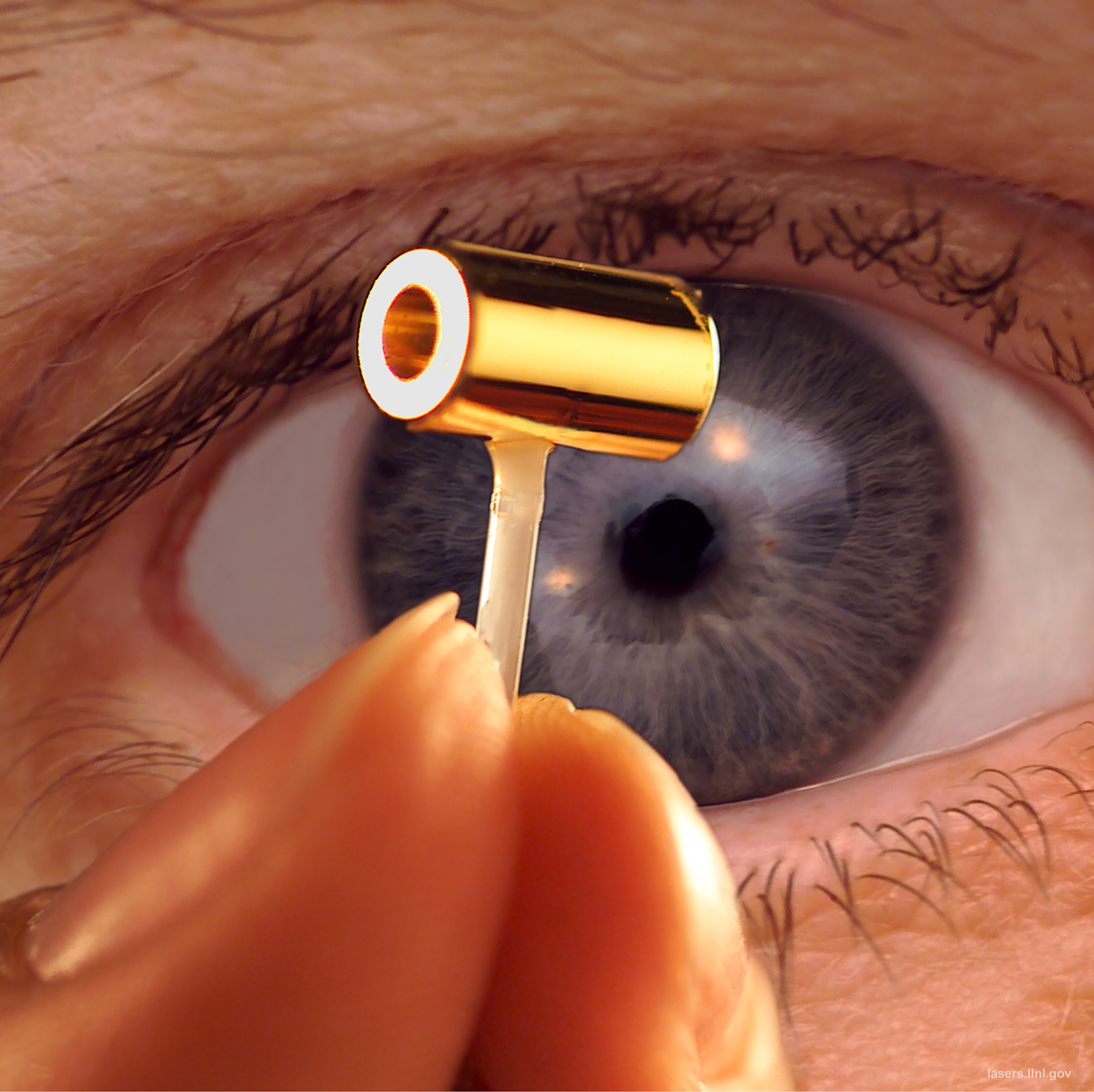

هولورام (به انگلیسی: Hohlraum) نام محفظه استوانه ایست که در آن ساچمهٔ هدف (برای همجوشی هسته‌ای توسط محصورسازی لیزری) قرار داده می‌شود.
هولورام برای سیستم محصورساز تأسیسات ملی احتراق و علوم فوتونی طراحی گردیده، که در آزمایشگاه ملی لارنس لیورمور قرار دارد.